# ويليام هنري أوكونيل
ويليام هنري أوكونيل (بالإنجليزية: William Henry O'Connell)‏ هو كاهن كاثوليكي أمريكي، ولد في 8 ديسمبر 1859 في لوويل في الولايات المتحدة، وتوفي في 22 أبريل 1944 في بوسطن في الولايات المتحدة.